# Lacul Hălceni
Lacul Hălceni este un lac de baraj artificial de luncă din Câmpia Moldovei, în partea de nord a județului Iași, în vecinătatea localităților Hălceni (comuna Șipote) și Vlădeni. Este construit pe Râul Miletin.
Barajul Hălceni a fost grav afectat de secetă în anul 2011, fiind, la nivelul aceluiași an, în mare parte secat. Are o suprafață de 400 ha.